# Tiếng Yupik Trung Xibia
Tiếng Yupik Trung Xibia, (còn gọi là tiếng Yupik Xibia, tiếng Yupik eo biển Bering, Yuit, Yoit) là một ngôn ngữ Yupik, được nói bởi người Yupik Xibia dọc theo miền duyên hải bán đảo Chukchi ở Viễn Đông Nga và ở các ngôi làng Savoonga và Gambell trên đảo St. Lawrence.
Ở Alaska, khoảng 1.050 trong 1.100 người Yupik Xibia nói ngôn ngữ này. Tại Nga, đây là ngôn ngữ của khoảng 300 người trong từ 1.200 đến 1.500 người Yupik Xibia.

## Phương ngữ
Tiếng Yupik Trung Xibia có hai phương ngữ: Yupik Chaplinski được nói tại bán đảo Chukchi ở mạn đông bắc Nga, và Yupik đảo St. Lawrence (Sivuqaghmiistun) trên đảo St. Lawrence, Alaska. Đa số người nói tiếng Yupik Chaplinski sống trong các làng Novoye Chaplino và Sireniki, dọc bờ biển bán đảo Chukchi. Tiếng Yupik đảo St. Lawrence được xem là hậu thân của Chaplinski và trừ vài nét riêng về ngữ âm, hình thái và từ vựng thì đồng nhất với Chaplinski.

Các điểm dân cư Yupik (chấm đỏ) ở châu Á/Xibia.

Chaplinski (hay Chaplino), Ungazighmiistun, là ngôn ngữ Yupik lớn nhất Xibia (thứ nhì là tiếng Naukan) và được đặt theo tên điểm dân cư Ungaziq (Novoye Chaplino). Từ Ungazighmii / Уңазиӷмӣ [uŋaʑiʁmiː] (số nhiều Ungazighmiit / Уңазиӷмӣт [uŋaʑiʁmiːt]) có nghĩa là "(những) cư dân Ungaziq". Người nói Chaplinski sống ở nhiều nơi trên bán đảo Chukchi (gồm Novoye Chaplino, Provideniya, và Sireniki), Uelkal, đảo Wrangel, và Anadyr.

## Nghiên cứu

### Tiếng Anh
- Menovščikov, G. A. (= Г. А. Меновщиков) (1968). "Popular Conceptions, Religious Beliefs and Rites of the Asiatic Eskimoes". Trong Diószegi, Vilmos (biên tập). Popular beliefs and folklore tradition in Siberia. Budapest: Akadémiai Kiadó.
- de Reuse, Willem J. (1994). Siberian Yupik Eskimo: The language and its contacts with Chukchi. Studies in indigenous languages of the Americas. Salt Lake City: University of Utah Press. ISBN 0-87480-397-7.

### Tiếng Nga
- Меновщиков, Г. А. (1962). Грамматиκа языка азиатских эскимосов. Часть первая. Москва • Ленинград: Академия Наук СССР. Институт языкознания. The transliteration of author's name, and the rendering of title in English: Menovshchikov, G. A. (1962). Grammar of the language of Asian Eskimos. Vol. I. Moscow • Leningrad: Academy of Sciences of the USSR.
- Меновщиков, Г. А. (1996). "Азиатских эскимосов язык". Языки мира. Палеоазиатские языки. Москва: Российская академия наук. Институт языкознания. The transliteration of author's name, and the rendering of title in English: Menovshchikov, G. A. (1996). "The language of Asian Eskimos". Languages of the world. Paleoasiatic languages. Moscow: Russian Academy of Sciences.
- Рубцова, Е. С. (1954). Материалы по языку и фольклору эскимосов (чаплинский диалект). Москва • Ленинград: Академия Наук СССР. The transliteration of author's name, and the rendering of title in English: Rubcova, E. S. (1954). Materials on the Language and Folklore of the Eskimoes, Vol. I, Chaplino Dialect. Moscow • Leningrad: Academy of Sciences of the USSR.
- Библиография работ по языку азиатских эскимосов

## Nghiên cứu
- Menovshchikov, G.A.: Language of Sireniki Eskimos. Phonetics, morphology, texts and vocabulary. Academy of Sciences of the USSR, Moscow • Leningrad, 1964. Original data: Г.А. Меновщиков: Язык сиреникских эскимосов. Фонетика, очерк морфологии, тексты и словарь. Академия Наук СССР. Институт языкознания. Москва • Ленинград, 1964
- Menovshchikov, G.A.: Grammar of the language of Asian Eskimos. Vol. I. Academy of Sciences of the USSR, Moscow • Leningrad, 1962. Original data: Г.А. Меновщиков: Грамматиκа языка азиатских эскимосов. Часть первая. Академия Наук СССР. Москва • Ленинград, 1962.
- Rubcova, E. S. (1954). Materials on the Language and Folklore of the Eskimos (Vol. I, Chaplino Dialect). Moscow • Leningrad: Academy of Sciences of the USSR. Original data: Рубцова, Е. С. (1954). Материалы по языку и фольклору эскимосов (чаплинский диалект). Москва • Ленинград: Академия Наук СССР.
- Yupik: Bibliographical guide Lưu trữ ngày 26 tháng 5 năm 2011 tại Wayback Machine